# Tadeusz Zasępa
Tadeusz Zasępa (ur. 23 kwietnia 1946 w Radziechowicach koło Radomska, zm. 18 września 2016 w Rużomberku) – polski kapłan katolicki archidiecezji częstochowskiej, teolog, profesor nauk teologicznych, medioznawca, w latach 2008–2014 rektor Katolickiego Uniwersytetu w Rużomberku na Słowacji, nauczyciel akademicki Wydziału Teologii Katolickiego Uniwersytetu Lubelskiego Jana Pawła II.

## Studia
W latach 1965–1971 studiował na Wyższym Częstochowskim Seminarium Duchownym w Krakowie, 30 maja 1971 w Częstochowie otrzymał święcenia kapłańskie z rąk biskupa Stefana Bareły, 1974–1976 studia w KUL, 1976 – Uniwersytet Sacro Cuore w Mediolanie, 1977 – Katolicki Uniwersytet Ameryki w Waszyngtonie, 1978 – Uniwersytet w Genewie, 1978 magisterium z teologii pastoralnej na KUL, 1981–1983 Uniwersytet Sacro Cuore w Mediolanie, w 1983 otrzymał doktorat z teologii pastoralnej na KUL, 1983–1984 Katolicki Uniwersytet w Waszyngtonie, w 1987 habilitacja z teologii pastoralnej w zakresie mediów masowych w KUL, w 1995 objął stanowisko profesora nadzwyczajnego KUL, od 2001 profesor zwyczajny.

## Działalność duszpasterska
W latach 1971–1974 wikariusz w parafii Ducha Świętego w Wieruszowie oraz duszpasterz głuchoniemych z ośrodkiem w Wieluniu, liczne podróże zagraniczne, 1975–1977 duszpasterz akademicki w Domu Akademickim KUL przy ul.Sławińskiego 8 (dziś Niecała), od 1977 pomoc duszpasterska w parafii św. Pawła w Lublinie i Matki Bożej Częstochowskiej w Żabiej Woli k. Lublina, współpracownik duszpasterstwa głuchoniemych, 1991 założyciel i prezes Fundacji "Sacrum-Paideia" wspierającej niepełnosprawnych, 1992–1995 założyciel i pierwszy dyrektor Katolickiego Radia Lublin, 1993–1995 założyciel i pierwszy redaktor lubelskiej edycji "Niedzieli".

## Działalność naukowa

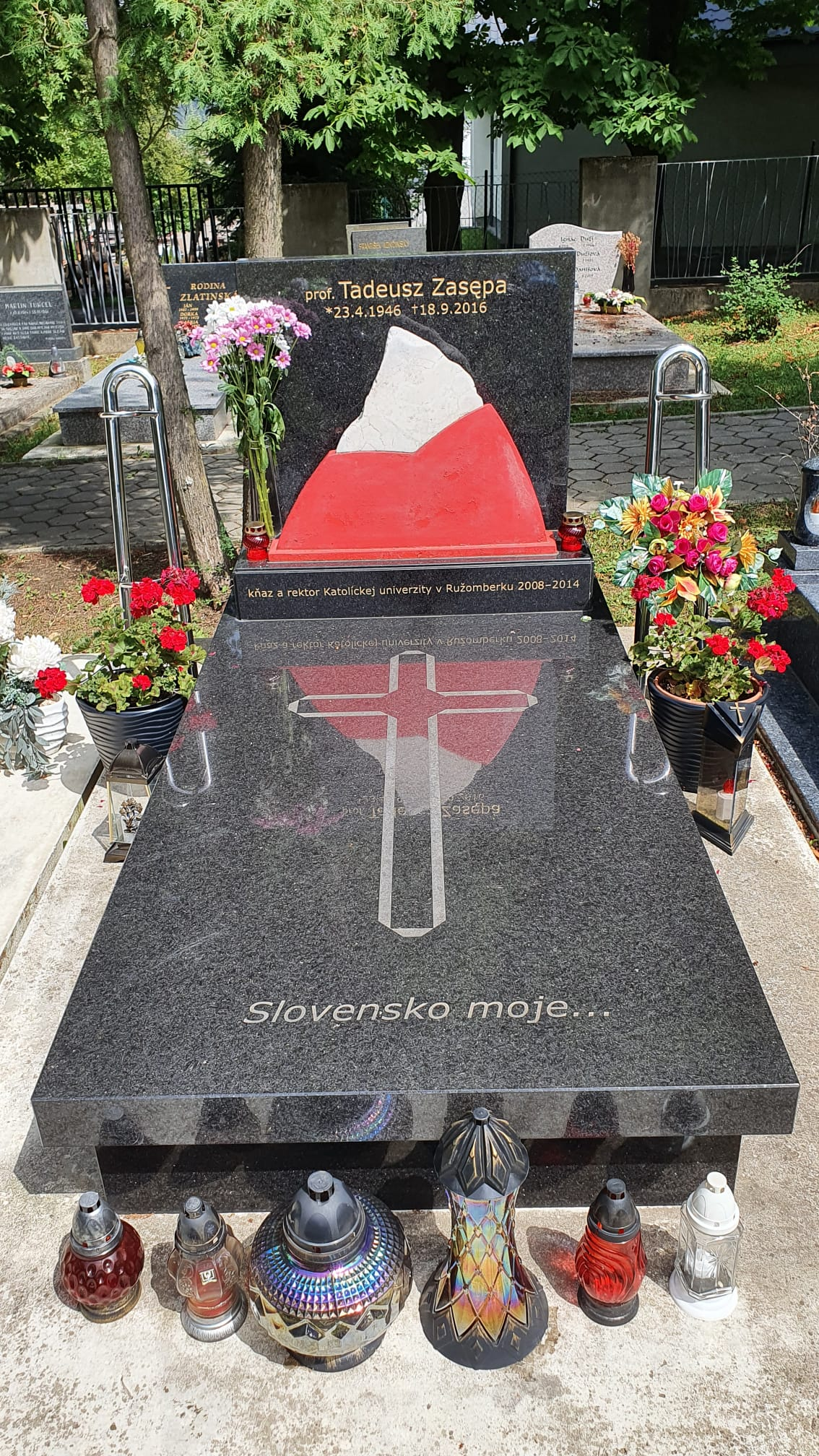
Rużomberk. Grób ks. prof. Tadeusza Zasępy

- 1976–1992 kierownik Referatu Współpracy z Zagranicą KUL,
- od 1987 po uzyskaniu docentury zajęcia w Instytucie Teologii Pastoralnej KUL, wykłady na Wydziale Teologii i Wydziale Prawa, Prawa Kanonicznego i Administracji KUL
- 1990–1991 docent w Instytucie Badań nad Polonią i Duszpasterstwem Polonijnym KUL
- od 1991 kierownik Katedry Współczesnych Form Przekazu Wiary na Wydziale Teologii KUL
- 1994 prezes Prezes Zarządu Lubelskiej Szkoły Biznesu Spółki z o.o. Fundacji Rozwoju KUL
- 1995–1998 zajęcia na Słowacji w Spiskiej Kapitule (filia Wydziału Teologii Uniwersytetu Bratysławskiego)
- 1998–2001 kierował Podyplomowym Studium Dziennikarskim w Uniwersytecie Trnawskim na Słowacji
- 1999–2008 założyciel i pierwszy rektor Lubelskiej Szkoły Biznesu-Szkoły Wyższej od 2004 jako Lubelska Szkoła Wyższa im. Króla Władysława Jagiełły
- od 2001 Katedra Dziennikarstwa na Wydziale Filozofii Katolickiego Uniwersytetu w Rużomberku na Słowacji
- od 2001 wykładowca edukacji medialnej na Wydziale Teologii greckokatolickiej Uniwersytetu Preszowskiego na Słowacji
- od 2004 r. redaktor naczelny Biuletynu Edukacji Medialnej
- 2008-2014 rektor Katolickiego Uniwersytetu w Rużomberku na Słowacji

## Członkostwo w organizacjach
- Görres-Gesellschaft (od 1990)
- Rada Programowa kwartalnika Forum Scientiae et Sapientiae, Uniwersytet Trnawski (od 1999)
- Rada Naukowa Wydziału Filozofii Uniwersytetu Trnawskiego (od 1999)
- Rada Naukowa Wydziału Teologii greckokatolickiej Uniwersytetu w Preszowie (od 2000)
- Rada Naukowa Wydziału Filozofii Katolickiego Uniwersytetu w Rużomberku (od 2005)
- Rada Programowa Orbis Communicationis, Preszów- Lublin (od 2000)
- Forum- Stowarzyszenie Edukacji Menedżerskiej, Warszawa (od 1995)
- Recenzent prac naukowych Wydziału Teologicznego UAM w Poznaniu (od 1999)
- Towarzystwo Naukowe Katolickiego Uniwersytetu Lubelskiego Jana Pawła II (od 2005)
- Lubelskie Towarzystwo Naukowe (od 2006)
- Rada Naukowa kwartalnika Wydziału Teologicznego UKSW w Warszawie "Kultura-Media-Teologia" www.kmt.uksw.edu.pl (od 2010)
- Europejska Akademia Nauk i Umiejętności w Salzburgu (od 2012)
- Europejska Federacja Uniwersytetów Katolickich (FUCE) (2013)

## Odznaczenia
- medal "Deamen College" z USA za zasługi w rozwoju współpracy między KUL a uczelniami amerykańskimi
- proklamacja "County of Erie" (USA) w uznaniu zasług na polu rozwoju kultury i nauki
- kanonik honorowy archidiecezji częstochowskiej
- kanonik honorowy archidiecezji lubelskiej
- 1997–1998 tytuł międzynarodowego Człowieka Roku przyznany przez Międzynarodowe Centrum Biograficzne w Cambrigde (Anglia) w uznaniu za wkład w dziedzinie edukacji i kultury
- 2001 Człowiek Roku za wybitną społeczność i profesjonalne osiągnięcia przyznany przez Amerykański Biograficzny Instytut USA
- 2001 nominowany do Pokojowej Nagrody Nobla przez Zjednoczoną Konwencję Kulturalną USA
- 24 września 2004 Międzynarodowa Nagroda Słowackiej Akademii Nauk za szczególny wkład do nauk o społeczeństwie i kulturze
- od stycznia 2007 obywatelstwo Słowacji
- 7 maja 2008 doktor honoris causa Uniwersytetu w Preszowie na Słowacji
- 2016 honorowy obywatel Rużomberka

## Najważniejsze publikacje
- Emigracyjni katecheci Radiowej Godziny Różańcowej. Buffalo 1984
- Idąc-nauczajcie. Teoria katechetyczna Gabriela Morana. Lublin 1985
- Katecheza emigracyjna Radiowej Godziny Różańcowej o. Justyna w USA (1931–1981). Lublin 1987
- Umacniając braci w wierze. Buffalo 1989
- Przed wielkanocnym porankiem. Częstochowa 1998
- Media, człowiek, społeczeństwo. Doświadczenie europejskie i amerykańskie. Częstochowa 2000
- Internet-fenomen społeczeństwa informacyjnego. Częstochowa 2001
- Media w czasie globalizacji. Bratysława 2002
- Edukacja medialna. Lublin 2002
- Edukacja medialna. Lublin 2003
- Moc i niemoc mediów. Bratysława 2003 (współautor: M. Iłowiecki)
- Internet i nowe technologie-ku społeczeństwu przyszłości. Częstochowa 2003
- Nowe trendy w badaniach i nauce. Lublin 2005
- Internet a globalizacja. Antropologiczne aspekty. Ruzomberok: Katolicka univerzita v Ružomberoku Filozoficka Fakulta, 2006 (współautor: P. Olekšak)
- Diplomacia pre Žurnalistov. Ružomberok 2008 (współautor: P. Olekšak)

Ponadto kilkaset artykułów w języku polskim, angielskim, francuskim, niemieckim, słowackim, włoskim, łotewskim.